# Phare de Vošćica
Le phare de Vošćica (en croate : Svjetionik Rt Vošćica) est un feu actif situé au nord de l'île Krk (municipalité de Krk) dans le Comitat de Primorje-Gorski Kotar en Croatie. Le phare est exploité par la société d'État Plovput .

## Histoire
Le phare, construit en 1875 au nord de l'île Krk, marque le passage étroit entre l'île et le continent. Il se situe à environ 1.5 km à l'est du pont de Krk joignant l'île au continent.

## Description
Le phare  est une tour carrée en pierre de 8 m de haut, avec galerie et balise, sur le pignon avant d'une maison de gardien blanche d'un étage. Il émet, à une hauteur focale de 12 m, un bref éclat rouge toutes les 3 secondes. Sa portée est de 3 milles nautiques (environ 6 km).
Identifiant : ARLHS : CRO-193 - Amirauté : E2894 - NGA : 12376 .

## Caractéristiques dufeu maritime
Fréquence :
- Lumière : 0.3 secondes
- Obscurité : 2.7 secondes

|                |
| Le pont de Krk |

|         |
| Île Krk |

### Lien connexe
- Liste des phares de Croatie